# Községi Kenyérgyár
A Községi Kenyérgyár, teljes nevén Budapest Székesfővárosi Községi Kenyérgyár egy mára már elbontott budapesti élelmiszeripari üzem.

## Története
A Községi Kenyérgyár 1909. augusztus 23-án nyílt meg a Budapest VIII. kerületi, mai Százados út 16. – Stróbl Alajos utca 11. – Hungária körút 30. – Hős utca 10. szám alatti telken. A főváros abból a célból építtette meg a saját péküzemét, hogy letörje a sütőiparosok árkartelljét, és „kifogástalan minőségű kenyérnek piacra hozatalával a magánipart is hasonló kenyér előállítására kényszerítse”. A gyár építési költsége 611 000 korona volt. Az üzemnek 36 kemencéje volt, kerekeken gördülő sütőfelületekkel. A gépi berendezéseket az  osztrák Werner és Pfleiderer cég szállította le.  
1910-ben 64 000 mázsa, míg 1920-ban már 200 000 mázsa kenyeret állítottak elő. Termékeik között szerepeltek fehér, félbarna, és barna kenyerek is. 1921-ben tésztaüzemet is létesítettek a gyár területén.
A gyárat 2009-ben bontották el, bár bizonyos épületei 2012-ben még láthatók voltak. (A 2009-es Google utcakép megörökítette egyes részleteit.) 2016-ra egy kisebb kerítésrészlet kivételével minden építménye elpusztult. Egy későbbi hír szerint „közösségi terek és a környékbeliek számára is elérhető, életminőséget javító szolgáltatások is létesülnek az Aréna Business Campus irodakomplexumban, amely a Hungária körút – Hős utca – Százados út és Stróbl Alajos utca által határolt 19 ezer négyzetméteres telken valósul meg. A projekt indulását jelképező alapkő-letételi plakettet Sára Botond, Józsefváros alpolgármestere és Borbély Zoltán, a belga beruházó Atenor magyarországi vállalatának igazgatója írta alá a Magyar Nemzeti Múzeumban, 2018 tavaszán.”
Ezek a tervek azonban még (2021) nem valósultak meg, a volt kenyérgyár telke üres.